# Carl Rahl
Carl Rahl (Beč, 13. kolovoza 1812. – Beč, 9. srpnja 1865.) bio je austrijski slikar i grafičar.
Učio je u Beču, Münchenu i Stuttgartu. Živio je u Rimu, a od 1850. godine u Beču, gdje je vodio slikarsku školu i postao profesor akademije. Izveo je u ulju veći broj kompozicija s alegorijskim, historijskim i religioznim temama, portreta te dekorativnih fresaka u Beču, Oldenburgu i Gmundenu. 